# Dubbeldekks AggloRegio Materieel
NS DD-AR (fullständigt namn Dubbeldeks AggloRegio Materieel, svenska tvåvåningsregionaltåg) är ett samlingsnamn på tvåvåningsvagnar anpassade för regional tågtrafik i Nederländerna. Är ej att förväxlas med DD-IRM. AggloRegio var tidigare namnet på tåglinjetypen Stoptrein, nu Sprinter

## Tågsätten
Ett Dubbeldeksaggloregiomaterieel-sätt består av tre eller fyra vagnar samt ett lok. Vagnarna har littera Bvs, Bv, ABv och mABk. .

### Bvk - manövervagn
DD-AR Bvs är sättets manövervagn, finns endast i 79 exemplar.

### Bv - mellanvagn andra klass
AggloRegio Materieel Bv är en sittvagn andra klass som det finns antingen en eller två av i alla sätt. 

### ABv - mellanvagn med blandade klasser
Denna vagn har sittplatser i både första och andra klass. 72 exemplar finns tillverkade.

### mABk - motorvagn med blandade klasser
Detta är sättens motorvagnar och har, likt ABv, både en första och en andraklassavdelning, förstaklassplatserna uppgår till 24.

### Lokomotiven
Loken som finns i trevagnssätten är av typ 1700. Dessa är satta i dra-och-tryck-läge för att tågen ska kunna köras från manövervagnen. Samma loktyp används även i vissa intercitytåg av samma anledning, därför att den kan kommunicera med manövervagnen.

## Linjer
Dubbeldekks AggloRegio Materieel används på samtliga stoptreinlinjer, två intercitylinjer samt en Sprinterlinje

### Trafikerade linjer (tidtabell 2014)
Följande linjer trafikeras av Dubbeldekks AggloRegio Materieel .
- Sneltrein 2200[3] Amsterdam - Den Haag Hollands Spoor - Rotterdam - Dordrecht - Dordrecht Zuid - Breda (endast ett tåg per timme mellan Dordrecht Zuid och Breda) tillsammans med VIRM
- Sneltrein 3400 Hoorn - Alkmaar - Uitgeest - Haarlem - Leiden - Haag (sträckan Haarlem - Haag trafikeras endast vardagar)
- Intercity 3700 Hoofddorp - Schiphol - Duivendrecht - Almere Centrum - Lelystad Centrum
- Intercity 3900 Hoofddorp - Schiphol - Amsterdam - Almere Centrum - Lelystad Centrum
- Sprinter 4600 Amsterdam - Diemen - Almere Centrum - Almere Oostvaardes - Lelystad Centrum (endast kvällar och söndagar mellan Almere Oostvaardes och Lelystad Centrum)
- Stoptrein 4800 Amsterdam - Sloterdijk - Haarlem - Uitgeest
- Intercity 4900 Utrecht - Hilversum - Almere Centrum - Lelystad Centrum
- Stoptrein Leiden - Den Haag Hollands Spoor - Rotterdam - Dordrecht
- Intercity 5400 Amsterdam - Sloterdijk - Haarlem - Zandvoort aan Zee
- Stoptrein 5600 Utrecht - Amersfoort - Hardewijk - Wezep - Zwolle
- Stoptrein 5700 Utrecht - Hilversum - Weesp - Duivendrecht - Schiphol - Hoofddorp - Leiden
- Stoptrein 5800 Amsterdam - Hilversum - Amersfoort Vathorst
- Intercity 14500 Amsterdam - Bovenkarspel - Enkhuizen (endast rusningstid)

## Nieuwe Intercity Dubbeldekker(NID)
De 50 motorvagnssätten (inventarienummer 7801 - 7850, littera mABk) blev moderniserade till vangtypen NID. detta gjordes vid NedTrains anläggning i Haarlem.